# Chionea alpina
Chionea alpina är en tvåvingeart som beskrevs av Mario Bezzi 1908. Chionea alpina ingår i släktet Chionea och familjen småharkrankar. Inga underarter finns listade i Catalogue of Life.